# Eidos
Pour les articles homonymes, voir Eidos (homonymie).
L’eidos (en grec ancien : εἶδος) désigne l’« aspect extérieur » ou la « forme » d’une chose.
Dans sa théorie des formes, aussi appelée « théorie des idées », Platon emploie deux termes, « eidos » et « idea », d’une manière qui a été décrite comme interchangeable. Il faudrait cependant les distinguer, d’après un passage des Lettres de Sénèque :

« Tout-à-l'heure je mettais en scène un peintre : lorsqu'il voulait représenter Virgile à l'aide de ses couleurs, il le regardait ; le visage de Virgile, modèle du futur tableau, en était l'idée ; tandis que la copie que l'artiste tire de ce visage et fait passer sur la toile, c'est l'eidos. —Où est la différence ? me demandez-vous. —L'un est le modèle, l'autre la forme empruntée au modèle et communiquée à l'ouvrage. L'artiste imite l'un, tandis qu'il fait l'autre. Une statue a une forme ; voilà l'eidos. Le modèle a aussi une forme dont l'inspection a guidé le ciseau du statuaire ; voilà l'idée. Vous faut-il une autre distinction ? l'eidos est dans l'ouvrage, l'idée hors de l'ouvrage, et non-seulement hors de l’ouvrage, mais même antérieur à lui. »